# Patrick Gaumer
Patrick Gaumer est un écrivain et journaliste français spécialiste de la bande dessinée, né le 17 août 1957 à Segré (Maine-et-Loire).

## Biographie
Patrick Gaumer passe son bac en 1977 (filière comptabilité) et travaille aussitôt comme libraire généraliste pendant un an et demi. Il devient libraire spécialisé à partir de 1983 au sein de la librairie « Temps Futurs » de Stan Barets. La même année, il signe ses premiers articles et dossiers pour L'Année de la BD. Trois ans plus tard, il organise ses premières expositions. Il est engagé par les éditions Glénat, où il reste deux ans et demi et en 1989, il démissionne et se lance en indépendant.
Il se consacre alors à la recherche et à l’écriture, publiant une trentaine d'ouvrages et organisant une cinquantaine d’expositions, notamment pour le festival bd BOUM de Blois. Son travail le plus connu est le Dictionnaire mondial de la BD (Larousse), dont la première édition est parue en 1993 et qui est régulièrement mis à jour depuis.
Une autre de ses activités est la formation sur la bande dessinée et le manga (notamment au CNFPT), les conférences, et l'enseignement. Il est notamment chargé d'enseignement en Master 2 - LIJE à l'Université du Maine. Reconnu comme une référence mondiale en matière de bande dessinée, Patrick Gaumer est invité pour des interventions à l'international. Il a notamment animé en 2020 des conférences à l'occasion du festival de BD franco-belge BOOOM! à Seattle et Pasadena, aux États-Unis,,.

## Publications

### Principaux ouvrages spécialisés
- Les Scénaristes, avec Rodolphe, Bagheera, 1992.
- Couleurs directes, avec Thierry Groensteen et Gilbert Lascault, Kunst der Comics (Allemagne), 1993.
- Les Séries, avec Rodolphe et Philippe Bronson, Bagheera, 1993.
- Dictionnaire mondial de la bande dessinée, avec Claude Moliterni, Larousse, 1994. Mention spéciale du jury au festival d'Angoulême 1995. Version réduite en espagnol chez Larouse Planete sous le titre Diccionario del Cómic (1996) et en format poche dans la collection « In Extenso » (1997). Réédition augmentée en 1998 et 2010.
- Les Années Pilote, Dargaud, 1996.
- La Bande dessinée française en 1996, Éditions A.F.A.A. (Ministère français des Affaires Étrangères), 1997.
- Goscinny, profession : humoriste, avec Guy Vidal et Anne Goscinny, Dargaud, 1997. Réédité et remanié en 2018.
- Guide de l’auteur de bande dessinée (direction), coédité par le Musée de la Bande Dessinée d’Angoulême et le ministère de la Culture, 1999.
- Guide Totem : La Science-Fiction, avec Lorris Murail, Christophe Petit et Martin Winckler, Larousse, 1999.
- Tibet : la fureur de rire, Le Lombard, 2000.
- Guide Totem : La BD, Larousse, 2002[10],[11]. Version en grec aux Éditions Mamouth Comix (2006).
- Larousse de la BD, Larousse, 2004[12]. Édition entièrement remaniée et complétée du Dictionnaire mondial de la bande dessinée.
- André-Paul Duchâteau : Gentleman conteur, Le Lombard, 2005.
- Le Journal Tintin : Les Coulisses d’une aventure, avec Dominique Maricq et Christian Marmonnier, Éditions Moulinsart, 2006.
- Thorgal : dans les griffes de Kriss, avec Christian Marmonnier (d'après l’histoire originale de Jean Van Hamme et Grzegorz Rosiński), Éditions Seven 7, 2006.
- Le Lombard : L'Aventure sans fin t. 3 : 1996-2006, Le Lombard, 2007[13].
- Histoire de la BD, Biotop, 2008.
- Dictionnaire mondial de la BD, Larousse, 2010  (ISBN 978-2035843319). Édition entièrement remaniée et complétée du Larousse de la BD, l’accent étant notamment mis sur le manga, la bande dessinée indépendante contemporaine et la mondialisation de la production[14].
- Les Mondes de Thorgal : Aux origines des Mondes, avec Grzegorz Rosiński, Yves Sente, Giulio De Vita, Yann et Roman Surzhenko, Le Lombard, 2013.
- Cauvin : La Monographie, avec Raoul Cauvin, Dupuis, 2013. Édition définitive, Dupuis, 2023.
- Rosiński, avec Grzegorz Rosiński, Le Lombard, 2013.
- Jacques Martin : Le Voyageur du temps, Casterman, 2021.
- William Vance : Monographie, entretiens avec Patrick Gaumer, Dargaud Benelux, 2023.
- Pilote - la naissance d'un journal (avec Christian Kastelnik, Clément Lemoine et Michel Lebailly), La Déviation, 2024.

### Principaux ouvrages spécialisés (collectifs)
- L’Année de la bande dessinée (1983 à 1987, puis 1992) aux Éditions Temps Futurs, Glénat, puis Dargaud
- Almanac Lambiek (1993) aux Éditions Lambiek, Pays-Bas
- Faut-il brûler les mangas ? (1997) aux Éditions BD Boum
- Les Jardins de la bande dessinée (2000) aux Éditions Paris-Musées
- Drôles de Gaulois. Autour d'Astérix (2010) aux Éditions Berg International

### Préfaces, dossiers critiques
- Archives Goscinny - vol. 1 : Le Journal de Tintin, 1956-1961, aux Éditions Vents d'ouest, 1998.
- Chimères, Jeanne Puchol, aux Éditions PLG, 1999.
- Ric Hochet, 50 ans d'enquêtes, aux Éditions Le Lombard, 2005, tirage spécial de l'album Silence de mort, publié à l'occasion du 50e anniversaire du personnage imaginé par André-Paul Duchâteau et Tibet.
- L'intégrale Michel Vaillant - vol. 0, Jean Graton, album hors commerce, aux Éditions Le Lombard, 2008.
- L'intégrale Buck Danny, Jean-Michel Charlier, Victor Hubinon, Jacques de Douhet et Francis Bergèse, 14 tomes, aux Éditions Dupuis, de 2010 à 2019 (repris en langue allemande chez Salleck Publications ; en langue italienne chez Nona-Arte ; en langue espagnole chez Ponent Mon)[15].
- L'encyclopédie des Schtroumpfs, Matt. Muray, aux Éditions Lombard, 2011.
- La collection Thorgal, Jean Van Hamme et Grzegorz Rosiński, aux Éditions Hachette Collections, en collaboration avec Christian Marmonnier, de 2012 à 2014.
- La collection Les Mondes de Thorgal, Yves Sente et Giulio De Vita ; Yann et Roman Surzhenko aux Éditions Hachette Collections, en collaboration avec Christian Marmonnier, de 2013 à 2014.
- Tout Buck Danny, Jacques de Douhet, Jean-Michel Charlier et Francis Bergèse, aux Éditions Dupuis, collection "Rombaldi", volumes 13 et 14, 2012.
- L'intégrale Câline et Calebasse, Raoul Cauvin et Mazel, 3 tomes, aux Éditions Dupuis, de 2013 à 2014[16].
- La collection Blueberry, Jean-Michel Charlier et Jean Giraud / Colin Wilson, François Corteggiani, Michel Blanc-Dumont, William Vance et Michel Rouge aux Éditions Hachette Collections, en collaboration avec Christian Marmonnier, à partir du volume 5, de 2013 à 2014.
- Intégrale Hans, André-Paul Duchâteau, Grzegorz Rosiński et Kas, 3 tomes, aux Éditions Le Lombard, de 2014 à 2015.
- L'intégrale Les Tuniques bleues, Raoul Cauvin et Louis Salvérius, 2 tomes, aux Éditions Dupuis, 2014 et 2016.
- Aventure en Jaune, version du Journal de Spirou, Yann et Didier Conrad, aux Éditions Dargaud Benelux, 2014.
- Le Grand Pouvoir du Chninkel, édition du 25e anniversaire, noir et blanc, Jean Van Hamme et Grzegorz Rosiński, aux Éditions Casterman, 2014.
- Intégrale Tanguy et Laverdure, Jean-Michel Charlier, Albert Uderzo et Jijé, aux Éditions Dargaud, à partir de 2015, en collaboration avec Gilles Ratier (repris en langue néerlandaise chez Arboris ; en langue italienne chez Nona-Arte).
- L'intégrale Boulouloum et Guiliguili, Raoul Cauvin et Mazel, 2 tomes, aux Éditions Dupuis, 2015 et 2016.
- Intégrale Simon du Fleuve, Claude Auclair, 3 tomes, aux Éditions Le Lombard, 2015 et 2016.
- Cédric Silence, je tourne, Raoul Cauvin et Laudec , aux Éditions Dupuis, 2016.
- Hugo, Bédu, aux Éditions Le Lombard, 2016.
- Cédric Drone d'anniversaire, Raoul Cauvin et Laudec , aux Éditions Dupuis, 2016.
- Intégrale Benoît Brisefer, Peyo, Walthéry, Albert Blesteau, Pascal Garray, Thierry Culliford, Dugomier et Frédéric Jannin aux Éditions Le Lombard, 5 tomes, de 2017 à 2019.
- Intégrale des Tuniques Bleues, Raoul Cauvin et Lambil, aux Éditions Dupuis, collection "Rombaldi", volume 15, 2017.
- Intégrale Jessie Jane, Gérald Frydman et Mazel, aux Éditions Dupuis, 2017.
- Rosiński Artbook Thorgal 40 ans, Grzegorz Rosiński aux Éditions Le Lombard, 2017.
- Intégrale Martin Milan, Christian Godard, aux Éditions Le Lombard, de 2019 à 2021.
- Intégrale Odilon Verjus, Yann et Laurent Verron , aux Éditions Le Lombard, 2 tomes, en 2020 et 2021.
- Intégrale Condor, Jean-Pierre Autheman et Dominique Rousseau, tome 1, aux Éditions Dargaud, 2021.
- Biblio+Picto, Joost Swarte, Scratch Books, Amsterdam, 2022. Éditions Dargaud, 2023.
- Intégrale Le Chat, Greg, aux Éditions BD Must, 4 tomes en 2023 et 2024.
- Intégrale Pom et Teddy, François Craenhals, aux Éditions Le Lombard, 2023 et 2024.
- Le Sang du flamboyant, François Migeat et Claude Auclair, aux Éditions Fordis, 2024.
- Anthologie Les 4 As, Georges Chaulet et François Craenhals, Casterman, 2024.

### Presse: collaborations presse spécialisée
CBD / Le Collectionneur de bandes dessinées (1989 à 2008), Les Cahiers de la bande dessinée (1990), Arts Graphiques Magazine (1990 à 1992), Graphic Studio (1991 à 1992), Format Raisin (1992 à 1993), La Lettre (1994 et 1995, puis 2000 à 2005), Artmania (1995 et 1996), La Vie du Collectionneur (1997 à 2003), Bachi-Bouzouk (1999), BD News (2000 à 2003), Biscuit (2001 à 2005), Belzébulles (2002 à 2004), L’Avis des bulles (à partir de 2005), Planète BD (2010 à 2011), Planète BD, dBD.
Directeur de la publication Artmania (1995 à 1996).

### Presse: collaborations presse généraliste
VSD, Le Républicain, Qantara, Jardin des Modes, 30 millions d’amis, Playboy, Muséart, Sud-Ouest Dimanche, Le Figaro, Le Figaro Magazine, Bretagne Magazine, Les Idées en mouvement, TC : Témoignage chrétien, CD News, la lettre d'information de CDiscount, Planète Chinois, L'Express, Historia, Historia BD, Chimères.
Depuis juin 2012, il assure la rubrique livres et bande dessinée de Comment ça marche, Tout comprendre,Tout comprendre Max, Omni Sciences Fleurus Presse.
Conception et coordination éditoriale du hors série Paris Match « La Saga du journal Tintin » en juillet 2016.
Coordination éditoriale du hors série Ouest France « En Bretagne avec Astérix » en octobre 2019.
Membre du comité éditorial d'Historia BD depuis octobre 2019.

## Expositions

### Principales expositions monographiques
- « Pierre Tranchand' » (Librairie Glénat, Paris, 1986)
- « Silvio Cadelo » (Librairie Glénat, Paris, 1986)
- « Alberto Breccia » (Librairie Glénat, Paris, 1986)
- « Alex Varenne » (Librairie Glénat, Paris, 1986)
- « Pic » (Librairie Glénat, Paris, 1986)
- « Paul Gillon » (Librairie Glénat, Paris, 1988)
- « André Juillard » (Galerie Forum, Cracovie, Pologne, 1990)
- « Lidia et Jerzy Skarzinsky » (Fête de la BD, Audincourt et Festival bd BOUM, Blois, 1990)
- « Frank Margerin » (Biennale de Bande Dessinée, Athis-Mons, 1991)
- « Edmond Baudoin » (Biennale de la Bande Dessinée, Athis-Mons, 1991)
- « Fred » (Festival bd BOUM, Blois, 1992 / Institut Français, Budapest, Hongrie, 1993)
- « Max Cabanes » (Institut Français, Budapest, Hongrie, 1993)
- « Théo Van den Boogaard » (Festival bd BOUM, Blois, 1993)
- « Georges Wolinski » (Journées de la bande dessinée, Bastia, 1994)
- « François Boucq » (Salon de la bande dessinée, Erlangen, Allemagne, 1996)
- « Jean-Claude Forest » (Salon de la bande dessinée, Erlangen, Allemagne, 1996)
- « René Hausman » (Festival bd BOUM, Blois, 1999)
- « Lorenzo Mattotti » (Festival bd BOUM, Blois, 2006)
- « Jean-C. Denis » (Festival bd BOUM, Blois, 2008)
- « David B. » (Festival bd BOUM, Blois, 2009)
- « Emmanuel Guibert » (Festival bd BOUM, Blois, 2010)
- « Jean-Pierre Gibrat » (Festival bd BOUM, Blois, 2011)
- « Christian Lax » (Festival bd BOUM, Blois, 2012)
- « Bernard Cosey » (Festival bd BOUM, Blois, 2013)
- « Étienne Davodeau » (Festival bd BOUM, Blois, 2014)
- « Bob Leguay » (Festival bd BOUM, Blois, 2014)
- « Grzegorz Rosiński » (Centre Belge de la Bande Dessinée, Bruxelles, 2014)
- « Jean Van Hamme » (Centre Belge de la Bande Dessinée, Bruxelles, 2015)
- « Annie Goetzinger » (Festival bd BOUM, Blois, 2015)
- « Jean Solé » (Festival bd BOUM, Blois, 2017)
- « René Pétillon » (Festival bd BOUM, Blois, 2018)
- « Emmanuel Lepage » (Festival bd BOUM, Blois, 2019)
- « Emile Bravo » (Maison de la BD, Blois, 2021)
- « Posy Simmonds » (Maison de la BD, Blois, 2021)
- « Edith » (Maison de la BD, Blois, 2022)
- « Joost Swarte » (Maison de la BD, Blois, 2023)
- « David Prudhomme » (Maison de la BD, Blois, 2024)

### Principales expositions thématiques
- « Coups de cœur » (Salon international de la bande dessinée, puis CNBDI d’Angoulême, 1989 à 1992)
- « Une Année de BD » (CNBDI d’Angoulême, 1989 à 1992)
- « Librairie Lambiek » (CNBDI d'Angoulême et Festival bd BOUM, Blois, 1993)
- « Les artistes feuilletonistes néerlandais » (Festival bd BOUM, Blois, 1993)
- « La Bande dessinée italienne » (Journées de la bande dessinée, Bastia, 1994)
- « Paroles d’artistes » (Salon de la bande dessinée, Erlangen, Allemagne / Festival bd BOUM, Blois, 1994)
- « Fournier et les petits Bretons » (Festival bd BOUM, Blois, 1994)
- « La Jeune création » (Journées de la bande dessinée, Bastia / Festival bd BOUM, Blois, 1995 à 1997)
- « Bulles et Ballons » (organisée à l'occasion de la Coupe du Monde Football 1998, présentée à Bordeaux, Lens, Lyon, Marseille, Montpellier, Nantes, Paris, Saint-Denis, Saint-Étienne et Toulouse)
- « Les Jardins de la bande dessinée » (Mairie de Paris, Paris, 2000)
- « Alfred, George, Victor… et les autres. Une constellation d'artistes romantiques en région Centre » (Conseil général de Loir-et-Cher, Blois, 2010)
- « Une vie chinoise, d'après l'œuvre de P. Ôtié et Li Kunwu (Kana) » / « Du Lianhuanhua au manhua, histoire de la bande dessinée chinoise » (Rendez-vous de l'Histoire, Blois, 2011)
- « Histoire de la BD » (Maison de la BD, Blois, 2017)

## Prix et distinctions
- 14 juillet 1999 : Chevalier de l'ordre des Arts et des Lettres[réf. nécessaire]
- 2014 : Prix Saint-Michel de la presse pour Grzegorz Rosiński : Monographie[réf. nécessaire]

#### Analyses sur le dictionnaire mondial de la BD
- Didier Pasamonik, « L’édition 2010 du « Dictionnaire mondial de la BD » », sur Actua BD, 18 mars 2010
- Xavier Guilbert, « Dictionnaire mondial de la BD de Patrick Gaumer », sur www.du9.org, mars 2010
- Didier Pasamonik, « Le Larousse de la BD - par Patrick Gaumer - Editions Larousse », sur Actua BD, 15 octobre 2004
- Yves-Marie Labé, « Le " Gaffiot " du 9e art », Le Monde des livres,‎ 25 décembre 1998

#### Interviews
- Patrick Gaumer (interviewé) et Didier Pasamonik (intervieweur), « Patrick Gaumer (Dictionnaire mondial de la BD) : "Je ne cherche pas à faire un ouvrage universitaire lu par trois personnes" », sur Actua BD, 18 mars 2010